# Larzicourt
Larzicourt est une commune française, située dans le département de la Marne en région Grand Est.
Ce petit village de 271 habitants en 2021 fait partie de l'arrondissement de Vitry-le-François et du canton de Sermaize-les-Bains (canton de Thiéblemont-Farémont avant 2015). Larzicourt a une superficie de 16,86 km2, ce qui lui donne une densité de 16 hab./km2.
Son code postal est le 51290 et son code Insee est 51316.

## Géographie

### Localisation

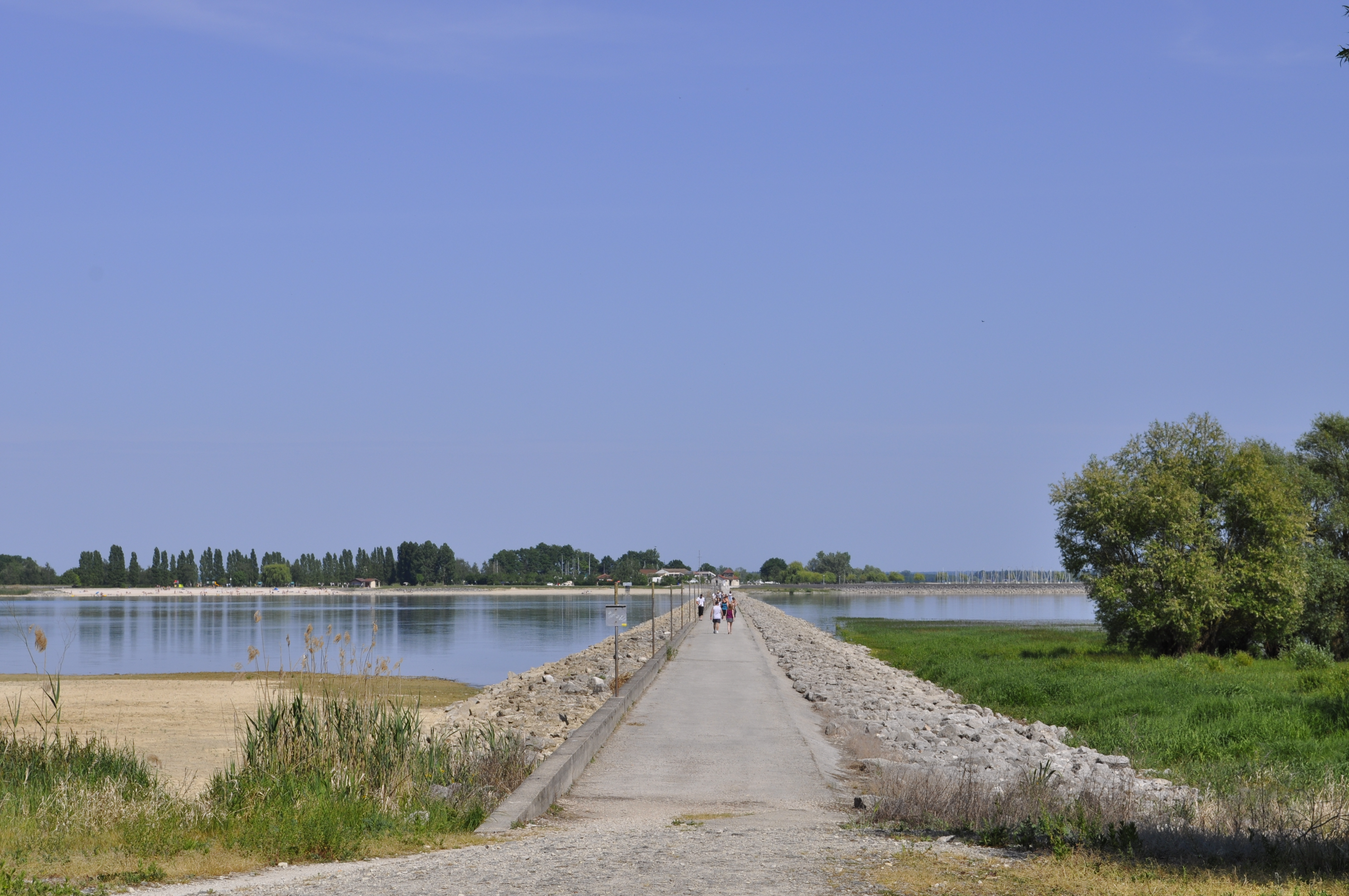
La digue de Crachefer, sur le lac du Der, vue depuis la presqu'île de Larzicourt.

Larzicourt se trouve au sud-est du département de la Marne, en région Grand Est, à la limite avec le département de la Haute-Marne. La commune appartient à la région agricole du Perthois.
La commune de Larzicourt s'étend sur une superficie de 1 686 hectares. La commune peut schématiquement être divisée en trois parties. Au nord, se trouvent des terres agricoles. Au centre, la Marne s'écoule au milieu de bois ; c'est là, à l'ouest, que se trouve le village de Larzicourt. Le sud de la commune est quant à lui occupé par le Bois de l'Abbesse et par la presqu'île de Larzicourt, sur le lac du Der-Chantecoq.
Par la route, Larzicourt se situe à 51 km de Châlons-en-Champagne, préfecture de la Marne, à 19 km de Saint-Dizier, principale ville de la Haute-Marne, à 15 km de Vitry-le-François, sa sous-préfecture de rattachement, et à 28 km de Sermaize-les-Bains, bureau centralisateur du canton de Sermaize-les-Bains dont dépend Larzicourt depuis 2015. La commune fait en outre partie du bassin de vie de Vitry-le-François.
Larzicourt est limitrophe de 8 communes :
|                | Orconte                | Perthes Haute-Marne                      |
| Isle-sur-Marne | Larzicourt             | Hauteville                               |
| Arrigny        | Giffaumont-Champaubert | Écollemont Sainte-Marie-du-Lac-Nuisement |

### Géologie et relief
Sur le territoire de Larzicourt, l'altitude varie de 109 à 142 mètres. Le relief est plus marqué au sud de la commune, où l'altitude dépasse les 120 mètres.
Le nord de la commune est couvert d'alluvions modernes, du Pléistocène,, déposés par la Marne. Ces alluvions du Perthois ont notamment été exploités pour leurs granulats.
Le sud du territoire peut être rattaché à l'Albien supérieur (Crétacé inférieur).

### Hydrographie
La commune est dans la région hydrographique « la Seine de sa source au confluent de l'Oise (exclu) » au sein du bassin Seine-Normandie. Elle est drainée par la Marne, la Blaise, le canal de Restitution, la Fausse Blaise, le ruisseau de la Fontaine et divers autres petits cours d'eau,.
La Marne prend sa source sur le plateau de Langres, dans la commune de Saints-Geosmes (Haute-Marne) et se jette dans la Seine entre Charenton-le-Pont et Alfortville (Val-de-Marne) dans le quartier de Conflans-l'Archevêque.
La Blaise, d'une longueur de 86 km, prend sa source dans la commune de Gillancourt et se jette dans la Marne à Isle-sur-Marne, après avoir traversé 34 communes.
Neuf plans d'eau complètent le réseau hydrographique : la sablière 1 de la Petite épinée (1,1 ha), la sablière 1 de la Pièce aux Tuileaux (2,3 ha), la sablière 2 de la Petite épinée (6,3 ha), la sablière 2 de la Pièce aux Tuileaux (1,9 ha), la sablière 3 de la Pièce aux Tuileaux (1,7 ha), le bassin Nautique, d'une superficie totale de 153 ha (56,4 ha sur la commune), le lac du Der-Chantecoq, d'une superficie totale de 4 166,5 ha (146,7 ha sur la commune), le Paquis des Fées, d'une superficie totale de 14,7 ha (1,7 ha sur la commune) et le plan d'eau 1 de la commune de Larzicourt (0,7 ha),.

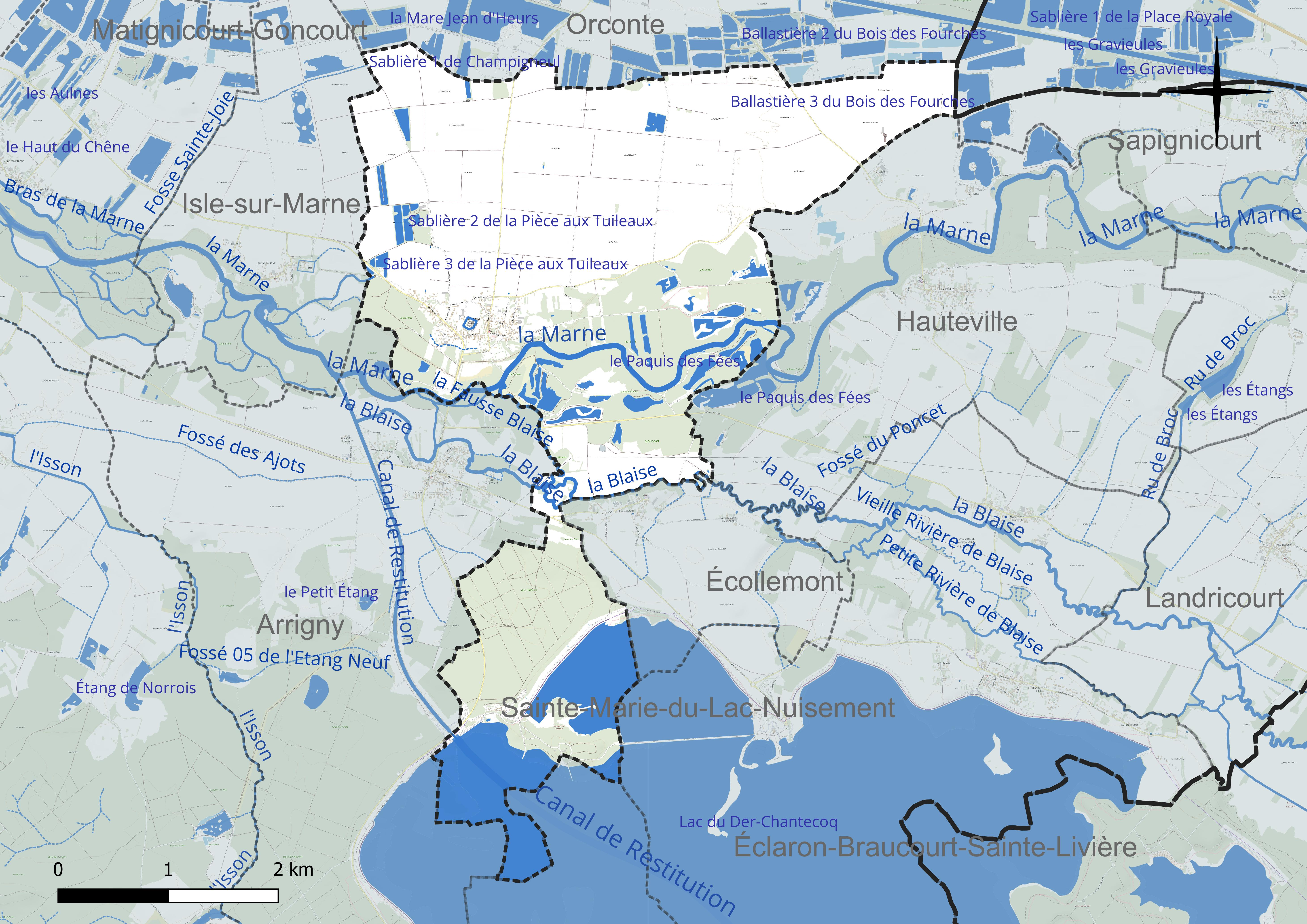
Réseau hydrographique de Larzicourt.

### Climat
Pour des articles plus généraux, voir Climat du Grand Est et Climat de la Marne.
En 2010, le climat de la commune est de type climat océanique dégradé des plaines du Centre et du Nord, selon une étude du Centre national de la recherche scientifique s'appuyant sur une série de données couvrant la période 1971-2000. En 2020, Météo-France publie une typologie des climats de la France métropolitaine dans laquelle la commune est exposée à un climat océanique altéré et est dans une zone de transition entre les régions climatiques « Nord-est du bassin Parisien » et « Lorraine, plateau de Langres, Morvan ».
Pour la période 1971-2000, la température annuelle moyenne est de 10,4 °C, avec une amplitude thermique annuelle de 15,8 °C. Le cumul annuel moyen de précipitations est de 778 mm, avec 11,7 jours de précipitations en janvier et 8,4 jours en juillet. Pour la période 1991-2020, la température moyenne annuelle observée sur la station météorologique de Météo-France la plus proche, « Frignicourt », sur la commune de Frignicourt à 12 km à vol d'oiseau, est de 11,5 °C et le cumul annuel moyen de précipitations est de 694,6 mm. 
La température maximale relevée sur cette station est de 41,7 °C, atteinte le 25 juillet 2019 ; la température minimale est de −22 °C, atteinte le 9 janvier 1985,,.
Les paramètres climatiques de la commune ont été estimés pour le milieu du siècle (2041-2070) selon différents scénarios d'émission de gaz à effet de serre à partir des nouvelles projections climatiques de référence DRIAS-2020. Ils sont consultables sur un site dédié publié par Météo-France en novembre 2022.

### Milieux naturels et biodiversité

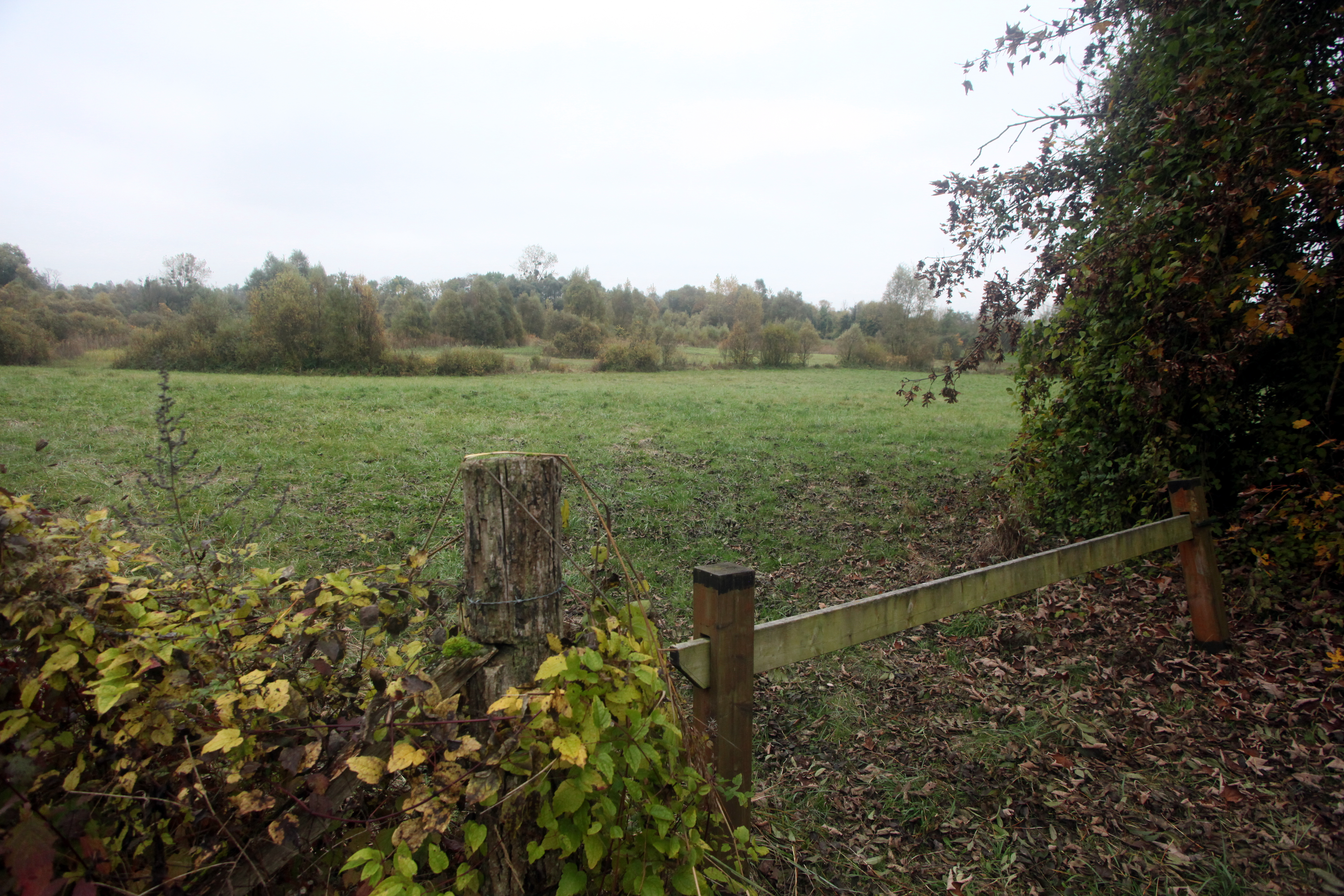
La réserve naturelle.

Larzicourt accueille la réserve naturelle régionale de l'étang et prairie humide des Paquis, qui s'étend sur 8,31 hectares à l'est du village,. Sur le site d'une ancienne carrière de granulats, la réserve compte 265 espèces végétales et plusieurs espèces animales, dont 36 espèces d'odonates pour certaines remarquables.

## Urbanisme

### Typologie
Au 1er janvier 2024, Larzicourt est catégorisée commune rurale à habitat dispersé, selon la nouvelle grille communale de densité à sept niveaux définie par l'Insee en 2022.
Elle est située hors unité urbaine. Par ailleurs la commune fait partie de l'aire d'attraction de Vitry-le-François, dont elle est une commune de la couronne,. Cette aire, qui regroupe 73 communes, est catégorisée dans les aires de moins de 50 000 habitants,.
La commune, bordée par un plan d’eau intérieur d’une superficie supérieure à 1 000 hectares, le lac du Der-Chantecoq, est également une commune littorale au sens de la loi du 3 janvier 1986, dite loi littoral. Des dispositions spécifiques d’urbanisme s’y appliquent dès lors afin de préserver les espaces naturels, les sites, les paysages et l’équilibre écologique du littoral, tel le principe d'inconstructibilité, en dehors des espaces urbanisés, sur la bande littorale des 100 mètres, ou plus si le plan local d’urbanisme le prévoit.

### Occupation des sols
L'occupation des sols de la commune, telle qu'elle ressort de la base de données européenne d’occupation biophysique des sols Corine Land Cover (CLC), est marquée par l'importance des territoires agricoles (53,2 % en 2018), une proportion sensiblement équivalente à celle de 1990 (53,8 %). La répartition détaillée en 2018 est la suivante : 
terres arables (51,6 %), forêts (25,7 %), eaux continentales (9,7 %), zones humides intérieures (6,7 %), zones urbanisées (3,1 %), milieux à végétation arbustive et/ou herbacée (1,5 %), zones agricoles hétérogènes (1,1 %), prairies (0,5 %), mines, décharges et chantiers (0,1 %). L'évolution de l’occupation des sols de la commune et de ses infrastructures peut être observée sur les différentes représentations cartographiques du territoire : la carte de Cassini (XVIIIe siècle), la carte d'état-major (1820-1866) et les cartes ou photos aériennes de l'IGN pour la période actuelle (1950 à aujourd'hui).

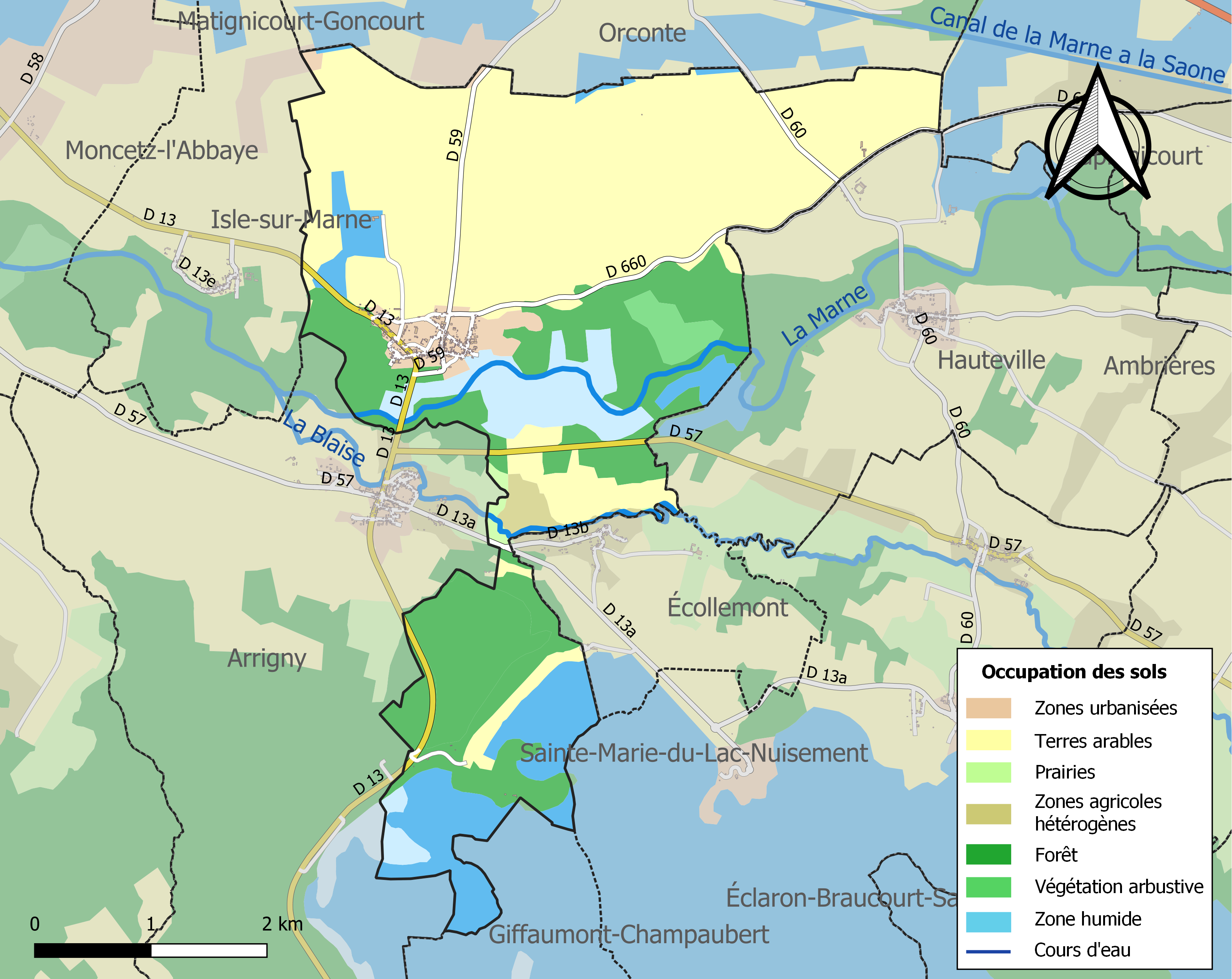
Carte des infrastructures et de l'occupation des sols de la commune en 2018 (CLC).

## Toponymie
Larzicourt est attesté sous les formes Larzeicurtis (1133) ; Larcicurt (1136) ; Larzicurtum (1141) ; Larzicort (1153) ; Larzeicort (1158) ; Larzeicourt (1161) ; Larzeicurt (vers 1165) ; Larzicurt (1167) ; Larzicuria (1179) ; Larzecuria (1179) ; Larzecurt (1200) ; Larzicurtis (1207) ; Largicort (1213) ; Larcicort, Lazicort, Lazicor (vers 1222) ; Larzecourt (1234) ; Larcicourt (vers 1252) ; Larzeycort (1299) ; Lazicourt (vers 1300) ; Largicurtis (1346) ; Larzicour (XVIIIe siècle).

## Histoire
(février 2009).
Dès le VIe siècle, Larzicourt joue un rôle important dans la région : elle est citée dans de nombreuses chartes pendant plusieurs siècles.

### Chronologie

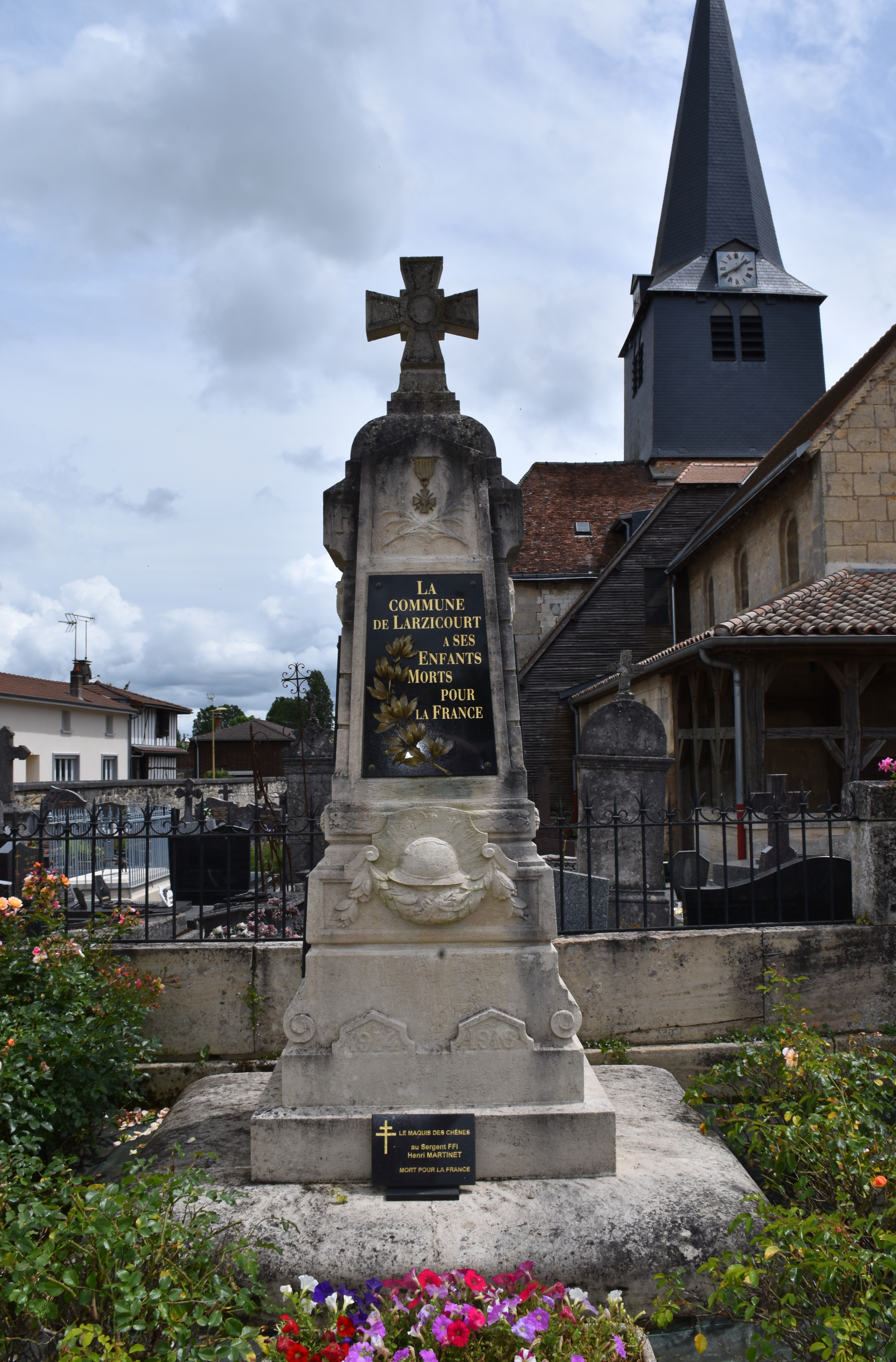
Le monument aux morts.

D'après les bulletins annuels de la commune :
- 1361 : le village entre dans le domaine royal en même temps que le reste de la Champagne.
- 1404 : le roi Charles VI donne en apanage à Charles III le Noble, roi de Navarre, descendant des comtes de Champagne, le duché de Nemours, dont fait partie la châtellenie de Larzicourt, afin de mettre un terme aux revendications de la maison de Navarre sur le comté de Champagne.
- 1462 : Louis XI fait don à Jacques d'Armagnac du duché de Nemours, avec la châtellenie de Larzicourt.
- 1477 : Jacques d'Armagnac, duc de Nemours, seigneur de Larzicourt, est exécuté pour avoir conspiré contre Louis XI. Le roi en fait don, à titre viager, à Thierry III de Lenoncourt, son chambellan, bailli de Vitry-en-Perthois.
- 1484 : les biens de Jacques d'Armagnac sont restitués à ses enfants par Charles VIII.
- 1504 : Larzicourt est possession par Pierre de Rohan-Gié, duc de Nemours.
- 1507-1512 : Gaston de Foix, comte d’Étampes, neveu de Louis XII, qui prétendait à l'héritage de Blanche de Navarre, l'une des filles de Charles III de Navarre, se voit donner le comté de Beaufort avec Larzicourt.
- 1513 : Louis XII fait don de ces terres à sa nièce Germaine de Foix, reine d'Aragon, sœur de Gaston de Foix, tante de Henri IV (1533-1610).
- 1519 : Germaine de Foix, veuve du roi Ferdinand II d'Aragon, mariée à Jean, marquis de Brandebourg, vend à Guillaume de Cröy, marquis d'Aerschot, le comté de Beaufort, avec Larzicourt.
- 1573-1599 : Henri IV rencontre au château de La Motte une de ses favorites, la belle Gabrielle d'Estrées, duchesse de Beaufort (village de l'Aube à côté de Lentilles).
- 1597 : Henri IV acquiert la baronnie de Larzicourt et l'offre à Gabrielle, ce qui agrandit le duché de Beaufort.
- 1631 : Gabrielle fait don du duché Beaufort-Larzicourt à César de Vendôme, son fils, né de son union avec Henri IV.
- 1688-1789 : la baronnie de Larzicourt appartient aux Montmorency-Luxembourg dont la famille existait encore en 1862.
- 1741 : l’église et le village sont protégés par une digue  construite à cause des nombreux débordements de la Marne.
- 1975 : des fondations d'habitations du néolithique sont mises au jour sur une ancienne gravière, ainsi que des sépultures richement décorées[28].
- 1973-1982 : Isle-sur-Marne et Larzicourt fusionnent en une seule commune, Larzicourt-Isle-sur-Marne[2],[29].

### Inondation de 1910
En janvier 1910, les pluies continuelles ont fait grossir la rivière qui menace les digues qui protègent le village sur près de deux kilomètres. Sur instruction du maire Gérard Théophile, les pompiers montent la garde avec des lampes-tempêtes, colmatant les parties faibles de la digue. Une forte hausse annoncée à l'échelle de Saint-Dizier se produit le 19 janvier, vers 7 heures du soir. Le flot passe à 40 cm au-dessus des digues, les fait céder en plusieurs endroits et produit des brèches de plusieurs mètres de long.
La dynamique de crue fut si violente qu'en moins d'une heure, Larzicourt, sur plus des deux tiers de son étendue, était recouvert d’une nappe d'eau.
En raison de l'érosion provoquée par la crue une maison a été déstabilisée par sous-cavage.
Une accalmie de quelques jours permit aux eaux de se retirer. De nouvelles pluies provoquèrent une nouvelle crue. Le 8 février vers 7 heures et demie du soir, l'eau allait passer sur la route de Arrigny et Larzicourt. Avec l’accord de la direction des Ponts et Chaussées, la route fut percée d’une brèche d'environ 1 mètre de large. Mais le lendemain matin la petite saignée de 30 cm de fond avait fait place à une brèche de 32 mètres de large et de 6 mètres mètres de profondeur.

## Politique et administration

### Intercommunalité
La commune, antérieurement membre de la communauté de communes Marne et Orconte, est membre, depuis le 1er janvier 2014, de la communauté de communes Perthois-Bocage et Der.
En effet, conformément aux prévisions du schéma départemental de coopération intercommunale (SDCI) de la Marne du 15 décembre 2011, trois petites communautés de communes préexistantes :  
- la  communauté de communes du Bocage Champenois ;
- la communauté de communes Marne et Orconte ;
- la communauté de communes du Perthois ;
ont fusionné pour créer la nouvelle communauté de communes Perthois-Bocage et Der, à laquelle se sont également jointes une commune détachée de la  communauté de communes de Val de Bruxenelle (Favresse) et la commune isolée de Gigny-Bussy.

### Liste des maires
| Période                                  | Période                       | Identité            | Étiquette | Qualité                                                                                  |
| ---------------------------------------- | ----------------------------- | ------------------- | --------- | ---------------------------------------------------------------------------------------- |
| Les données manquantes sont à compléter. |                               |                     |           |                                                                                          |
|                                          | 1878                          | M. Oudart           |           |                                                                                          |
| 1879                                     |                               | M. Salmon           |           |                                                                                          |
|                                          | 1910                          | M. Théophile Gérard |           |                                                                                          |
| Les données manquantes sont à compléter. |                               |                     |           |                                                                                          |
| 1978                                     | 1996                          | Marc Jacquot        |           |                                                                                          |
| 1996                                     | En cours (au 2 décembre 2020) | Régis Bourgoin      |           | Vice-président de la CC Perthois-Bocage et Der (2020 → ) Réélu pour le mandat 2020-2026, |

## Équipements et services publics

### Eau et déchets
Le service public des déchets est assuré par le Syndicat mixte du Sud-Est Marnais (SYMSEM), qui a mis en place une redevance incitative. La collecte des ordures ménagères résiduelles (en bacs noirs pucés ou en sacs rouges prépayés) et des emballages ménagers recyclables (en sacs jaunes) est réalisée en porte à porte. Le SYMSEM adhérant au syndicat de valorisation des ordures ménagères de la Marne (SYVALOM), ces déchets sont amenés en centre de transfert à Sainte-Menehould ou Vitry-en-Perthois, puis valorisés sur le site de La Veuve. La collecte du verre se fait en apport volontaire, avant transformation dans une usine de Reims. Pour les déchets volumineux ou dangereux, le SYMSEM met à disposition de ses habitants une plateforme de déchets verts et gravats, à Saint-Amand-sur-Fion, ainsi que 12 déchèteries, à Arrigny, Courtisols, Givry-en-Argonne, Mairy-sur-Marne, Pargny-sur-Saulx, Pogny, Sainte-Menehould, Thiéblemont-Farémont, Valmy, Vanault-les-Dames, Villers-en-Argonne et Ville-sur-Tourbe.

### Postes et télécommunications
Deux boîtes aux lettres de La Poste se trouvent sur le territoire de la commune, rue des Dames et rue du Faubourg. Le bureau de poste le plus proche est situé à Saint-Remy-en-Bouzemont, à environ 5 km de Larzicourt.

### Justice, sécurité et secours
Du point de vue judiciaire, Larzicourt relève du conseil de prud'hommes, du tribunal de commerce, du tribunal judiciaire, du tribunal paritaire des baux ruraux et du tribunal pour enfants de Châlons-en-Champagne, dans le ressort de la cour d'appel de Reims. Pour le contentieux administratif, la commune dépend du tribunal administratif de Châlons-en-Champagne et de la cour administrative d'appel de Nancy.
Larzicourt est située en secteur Gendarmerie nationale et dépend de la brigade de Saint-Remy-en-Bouzemont-Saint-Genest-et-Isson.
En matière d'incendie et de secours, la caserne la plus proche est celle de Saint-Remy-en-Bouzemont, rattachée au Service départemental d'incendie et de secours (SDIS) de la Marne.

## Population et société

### Démographie
L'évolution du nombre d'habitants est connue à travers les recensements de la population effectués dans la commune depuis 1793. Pour les communes de moins de 10 000 habitants, une enquête de recensement portant sur toute la population est réalisée tous les cinq ans, les populations de référence des années intermédiaires étant quant à elles estimées par interpolation ou extrapolation. Pour la commune, le premier recensement exhaustif entrant dans le cadre du nouveau dispositif a été réalisé en 2007.

En 2022, la commune comptait 270 habitants, en évolution de −3,57 % par rapport à 2016 (Marne : −1,19 %, France hors Mayotte : +2,11 %).
| 1793 | 1800 | 1806 | 1821 | 1831 | 1836 | 1841 | 1846 | 1851  |
| ---- | ---- | ---- | ---- | ---- | ---- | ---- | ---- | ----- |
| 750  | 773  | 730  | 842  | 891  | 885  | 946  | 999  | 1 040 |

| 1856 | 1861  | 1866  | 1872  | 1876 | 1881 | 1886 | 1891 | 1896 |
| ---- | ----- | ----- | ----- | ---- | ---- | ---- | ---- | ---- |
| 975  | 1 000 | 1 030 | 1 000 | 990  | 939  | 600  | 568  | 550  |

| 1901 | 1906 | 1911 | 1921 | 1926 | 1931 | 1936 | 1946 | 1954 |
| ---- | ---- | ---- | ---- | ---- | ---- | ---- | ---- | ---- |
| 521  | 471  | 448  | 392  | 371  | 328  | 313  | 294  | 314  |

| 1962 | 1968 | 1975 | 1982 | 1990 | 1999 | 2006 | 2007 | 2012 |
| ---- | ---- | ---- | ---- | ---- | ---- | ---- | ---- | ---- |
| 316  | 289  | 338  | 348  | 302  | 283  | 301  | 304  | 293  |

| 2017 | 2022 | - | - | - | - | - | - | - |
| ---- | ---- | - | - | - | - | - | - | - |
| 279  | 270  | - | - | - | - | - | - | - |

### Enseignement
Avant 1842 il existe une école de garçons située dans l'ancien presbytère avec une classe "à la rue sur Blaise".
C'est en 1851 que l'on voit apparaître le projet de construction d'une école pour les filles avec Salle d'Asile, ancêtre de nos écoles maternelles.
- la maison des sœurs située en contrebas du presbytère, servant d'école pour les filles devient trop exigüe, insalubre, dangereuse car des réparations urgentes seraient à réaliser.
- la Salle d'Asile permettra l'accueil de jeunes enfants pendant les travaux des champs ; elle fonctionnerait comme une garderie avec des heures et des jours ouvrables en fonction des saisons.

Ce n'est qu'en 1855 que le projet peut voir le jour : c'est la Maison d'École qui existait rue du Prieuré.
Jusqu'en 1983 les sœurs font fonctionner l'école et cette même année la Salle d'Asile devient l'école maternelle : établissement public subventionné par l'État et les religieuses sont remplacées par des laïques, rétribuées par la commune.

## Lieux et monuments

### Église Saint-Georges
Certaines caractéristiques de Saint-Georges de Larzicourt s’expliquent par la proximité de la Lorraine et ses diverses appartenances : dès 991, elle relève de l’abbaye du Der (diocèse de Troyes), puis elle devient paroisse du diocèse de Châlons et en même temps son prieuré dépend de Saint-Léon-de-Toul. Elle a été bâtie en deux styles distincts : à l'origine en architecture romane puis en gothique flamboyante.
- 991 : l'évêque de Troyes donne l'église à l'abbaye du Der (à Montier) alors que le fief de Larzicourt relève de la Champagne.
- 1114 : le 6 juin l'église est consacrée par Guillaume de Champeaux évêque de Châlons ; elle a été construite par Hugues de Champagne, fondateur du prieuré ; il en subsiste le sanctuaire et la nef.
- 1358 : premier incendie qui endommage l'église au cours de la Jacquerie. Des chapelles latérales sont construites lors des réparations.
- 1554 : deuxième incendie lors de l’invasion de Charles Quint.
- 1562 : troisième incendie au cours des guerres de religion, peu après le massacre de Wassy. Dans le cadre de sa réfection, agrandissement de l’église.
- Gabrielle d’Estrées fit élever un double transept sur le modèle, en plus 1590 petit, de celui de l’église de Villeret, voisine du duché de Beaufort (Aube). L’église de Villeret est également à Gabrielle d’Estrées.
- 1768 : importants travaux sur la toiture et le clocher.
- 1829 : on profita de  la réfection de la flèche, pour créer une chambre, presque cubique, destinée à recevoir trois nouvelles cloches.
- 1877 : restauration de la flèche avec des ardoises venant de Fumay.
- 1948 : restauration importante de la toiture.
- 1955 : électrification des cloches et pose d'une horloge électrique.

Depuis 1963, de nombreuses réparations n’ont pas modifié l’architecture de l’église.

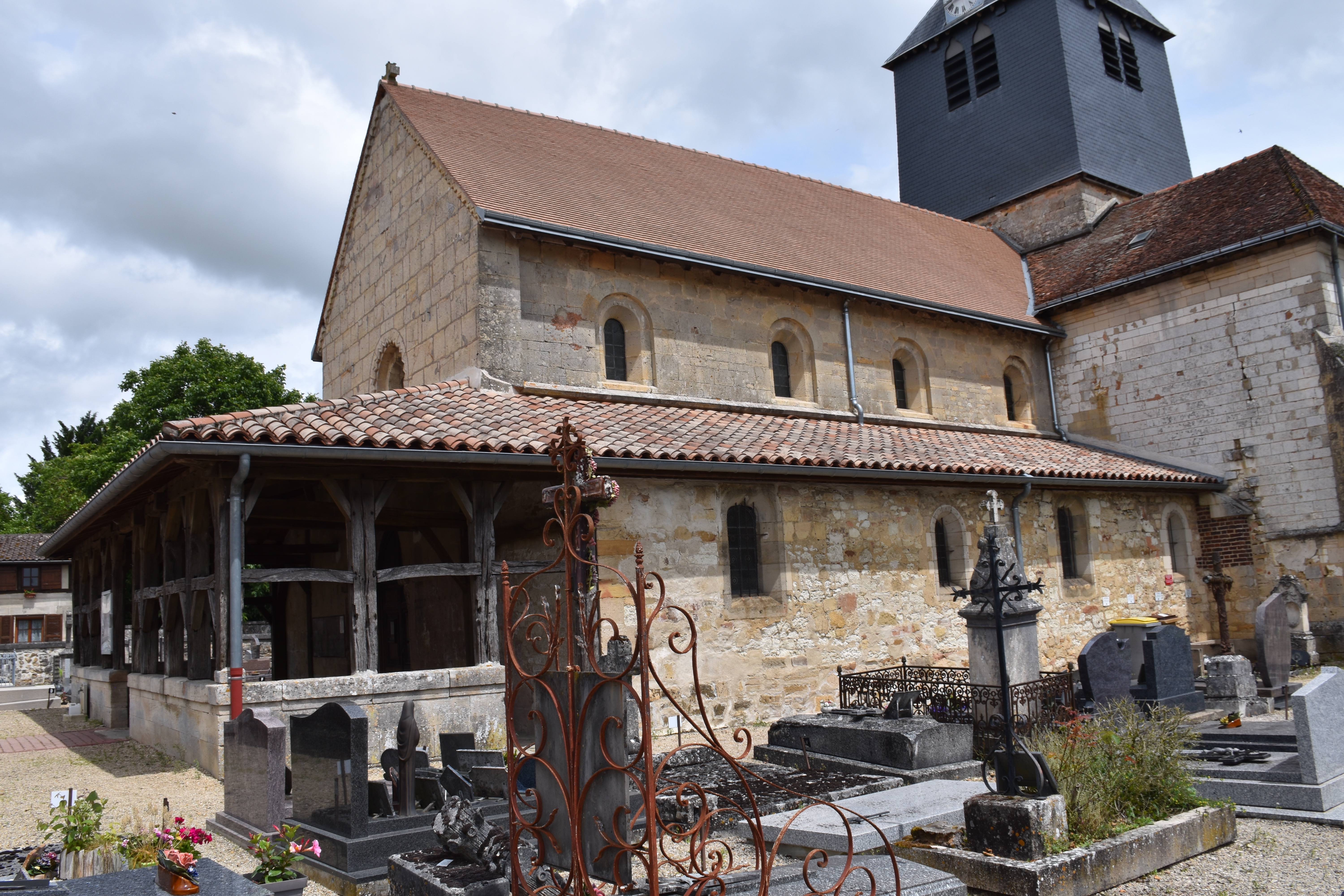
L'église saint-Georges.
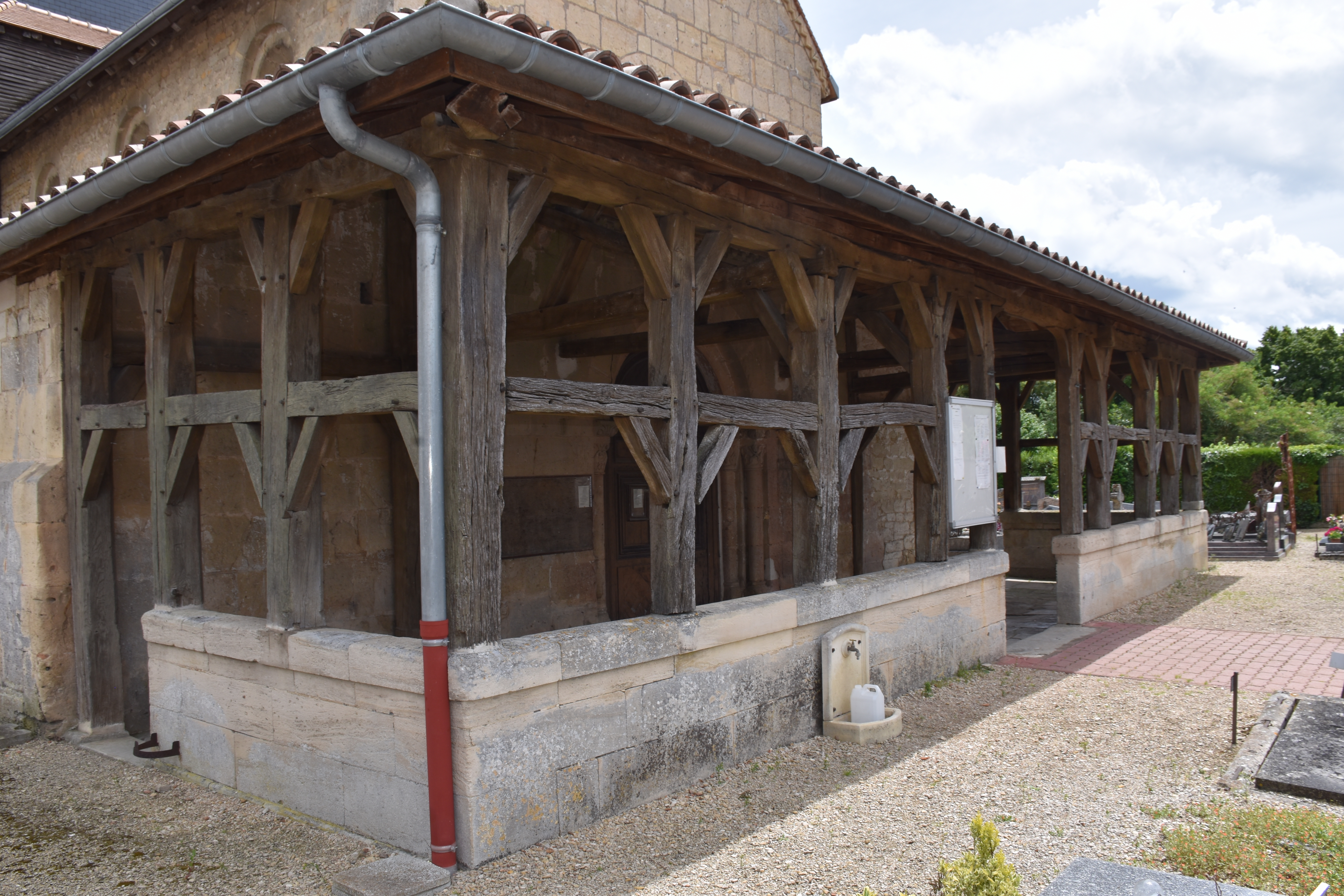
Le caquetoire de l'église.
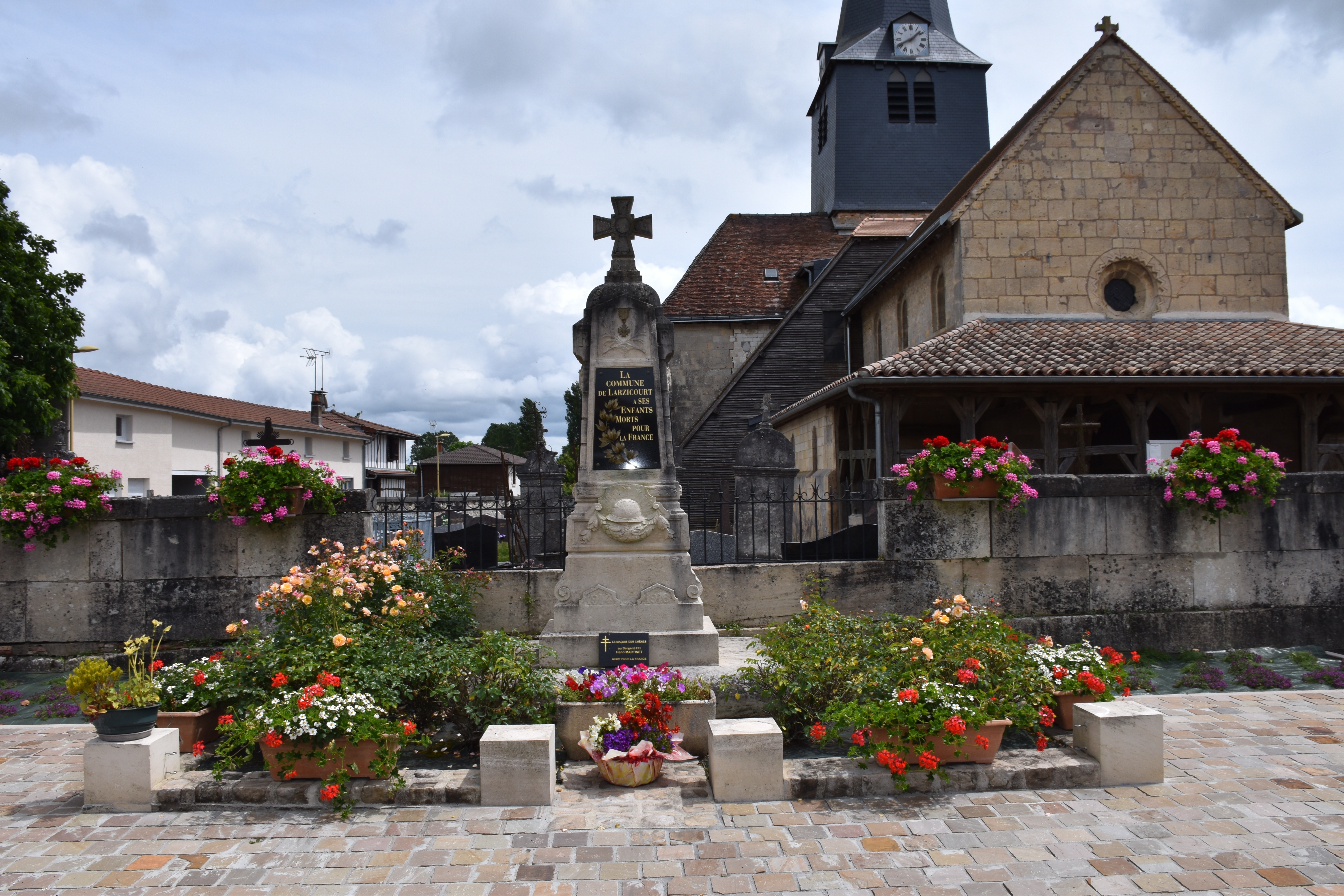
La place du monument.

### Autres monuments
- Le château de Larzicourt.
- Le monument aux morts.

### Héraldique

Le blason de Larzicourt.

Le blason a été inauguré le 2 juillet 2005. La proposition de blason repose sur le passé historique du village.
Larzicourt a été possédé depuis 1354 par de nombreux et illustres seigneurs dont les familles sont « blasonnés ». La famille la plus illustre est celle de Gabrielle d'Estrées favorite du roi Henri IV. Le roi achète le domaine de Larzicourt, le fait ériger en baronnie et, en 1590, l'offre à Gabrielle pour augmenter son duché de Montmorency Beaufort. En 1597, Gabrielle est duchesse de Beaufort et baronne de Larzicourt. Gabrielle meurt avant l'âge de trente ans, elle a eu plusieurs enfants du roi, dont deux sont légitimés. c'est son fils César qui devient baron de Larzicourt en 1631.

## Sources